# 1310 en Angleterre
Chronologie de l'Angleterre
- 1306
- 1307
- 1308
- 1309
- 1310
- 1311
- 1312
- 1313
- 1314

Cette page concerne l'année 1310 du calendrier julien.

## Naissances en 1310
- 29 novembre : John de Mowbray, 3e baron Mowbray
- Date inconnue :
  - Maud de Badlesmere, comtesse d'Oxford
  - Édouard le Despenser, noble
  - Henri de Grosmont, 1er duc de Lancastre
  - Hugh Hastings, chevalier
  - Maud de Lancastre, comtesse d'Ulster
  - Simon Langham, archevêque de Cantorbéry
  - Richard Lyons, marchand
  - Wauthier de Masny, 1er baron Masny
  - John Mortimer, noble
  - John Pyel, lord-maire de Londres
  - John Sutton, 1er baron Dudley

## Décès en 1310
- 21 janvier : Robert Orford, évêque d'Ely
- 18 mars : William de Leybourne, 1er baron Leybourne
- 29 juillet : Almaric St Amand, 1er baron St Amand
- 13 décembre : Thomas Jorz, cardinal et théologien
- Date inconnue : 
  - Robert fitzRoger, chevalier
  - John Folville, member of Parliament
  - Hawise Lestrange, noble
  - Thomas Pridias, member of Parliament